# Ross Aloisi
Ross Aloisi (Adelaide, 17 de abril de 1973) é um ex-futebolista profissional australiano, atuava como meia.

## Carreira
Ross Aloisi representou a Seleção Australiana de Futebol, nas Olimpíadas de 1996.